# عبد الله الصيخان
عبد الله حمد الصَيْخان (1956م) صحفي وشاعر سعودي. ولد في تبوك. ودرس في الجامعة في مجال الزراعة. عمل في الصحافة محرّرًا ثقافيًا ثم سكرتيرًا ثم مديرًا لتحرير مجلة اليمامة. تحول إلى العمل الإداري في المؤسسة نفسها. فاز بجائزة محمد حسن عواد للإبداع في يونيو 2014. هو من شعراء الحداثة في السعودية ويلقب بـ«شاعر الصحراء والقوافي» له ثلاث دواوين شعرية هواجس في طقس الوطن، ظل ممنوعاً في السعودية لمدة 18 عاماً قبل أن يفسح في طبعته الثانية التي صدرت عن نادي حائل الأدبي في عام 2006.

## سيرته
- ولد عبد الله حمد الصيخان سنة 1375 هـ/ 1956 م في تبوك. بدأ دراسته الجامعية في مجال الزراعة بجامعة الملك سعود.[8]
 دخل الصحافة عمل مبكرًا في الصحافة كمحررًا ثقافيًا، ثم مديرًا لتحرير مجلة اليمامة. تحول إلى العمل الإداري في المؤسسة نفسها.[9]
- فاز بجائزة محمد حسن عواد للإبداع في دورتها الثانية في يونيو 2014.[10]
- اختير عضواً في لجنة تحكيم الدورة الأولى من جائزة عبد الله بن إدريس الثقافية لعام 2023م.[11]

## شعره
هو من الشعراء الحداثيين في السعودية وشاعر مقل. يلقب بـ«شاعر الصحراء والقوافي،»  ووصفه أحمد التيهاني «شاعرٌ شاسعٌ كالوطن، فهو يأخذ من كلّ جهةٍ منه بطرف.. شاسعٌ كقلبِ شاعرٍ يتذبذبُ بين الشعبيّ والفصيح، أو يتنوّع بينهما كوطنٍ كبير.. ويحبّ في كلّ اتجاه، فيتوهم المزايدون أنه دون موقف، بينما موقفه الحب لا غيره...».
ديوانه هواجس في طقس الوطن ظل ممنوعاً في السعودية لمدة 18 عاماً، قبل أن يفسح في طبعته الثانية التي صدرت عن نادي حائل الأدبي في عام 2006.

من شعره من ديوان هواجس في طقوس الوطن:

## مؤلفاته
- هواجس في طقس الوطن ، ديوان شعري، 1988
- الغناء على أبواب تيماء، 2013
- زيارة، 2013